# Động cơ tên lửa nhiên liệu lỏng

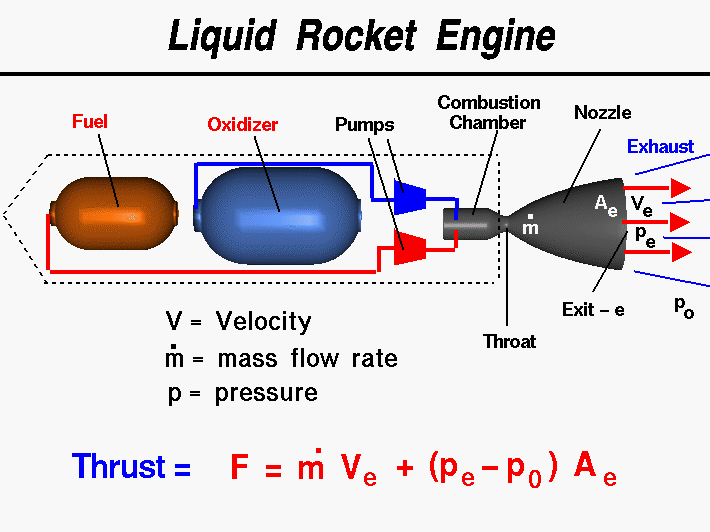
Sơ đồ ĐTL hai thành phần nhiên liệu dùng máy bơm

Động cơ tên lửa nhiên liệu lỏng hay Động cơ tên lửa lỏng (ký hiệu ĐTL) là loại động cơ tên lửa sử dụng nhiên liệu tên lửa ở dạng lỏng. Có thể chia ĐTL làm ba loại chính theo số thành phần nhiên liệu là: ĐTL một thành phần, ĐTL hai thành phần và ĐTL ba thành phần.

### ĐTL một thành phần
Một số hợp chất hóa học giải phóng năng lượng khi phân hủy, về mặt lý thuyết ta có thể coi đó là nhiên liệu đơn nguyên (VD: CH3NO2, NH4NO2, N2H4, C(NO2)4, H2O2, v.v.).

### ĐTL hai thành phần
Khác với lý thuyết máy nhiệt khi nhiên liệu là chất cháy (ví dụ Động cơ đốt ngoài như Đầu máy hơi nước thì nhiên liệu hay chất cháy là Than đá; Động cơ đốt trong như Ôtô, Xe máy – Xăng, còn như máy bay cánh quạt trước Đại chiến thế giới lần 2 – dầu hàng không), ở trong lý thuyết động cơ phản lực – nhiên liệu là chất oxy hóa (chất "O") và chất cháy (chất "C").

### ĐTL ba thành phần
Giống nhiên liệu hai cấu tử ở chỗ gồm chất oxi-hóa và chất cháy, còn cấu tử thứ ba được đưa vào dưới dạng phụ gia để tăng giá trị xung lượng riêng lực đẩy (ví dụ: O2+H2+Be, F2+H2+Li, O3+Be+H2, OF2+Be+Li+H2, v.v.).

## Lịch sử ra đời và phát triển

Robert H. Goddard, trong lần thử thành công ĐTL đầu tiên trên thế giới

Sơ đồ ĐTL hai thành phần nhiên liệu
1 — ống chính dẫn chất oxi-hóa
2 — ống chính dẫn chất cháy
3 — bơm chất oxi-hóa
4 — bơm chất cháy
5 — turbin
6 — bình sinh khí
7 — van bình sinh khí chất oxi-hóa
8 — van bình sinh khí chất cháy
9 — van chính chất oxi-hóa
10 — van chính chất cháy]
11 — cửa xả turbin
12 — lắp buồng động cơ
13 — buồng đốt
14 — loa phụt

- Cuối XIX, nhà bác học vĩ đại người Nga - K.E.Tsiolkovskii đã đặt nền móng cho ngành du hành vũ trụ hiện đại. Ông đã đưa ra công thức tính vận tốc của tên lửa:

{\displaystyle \Delta v=v_{\text{e}}\ln {\frac {m_{0}}{m_{1}}}}
trong đó:
{\displaystyle m_{0}} là khối lượng tổng của tên lửa, bao gồm cả nhiên liệu tên lửa,
{\displaystyle m_{1}} là khối lượng cuối cùng của tên lửa,
{\displaystyle v_{\text{e}}} là xung riêng lực đẩy ({\displaystyle v_{\text{e}}=I_{\text{sp}}\cdot g_{0}} trong đó {\displaystyle I_{\text{sp}}} là xung riêng lực đẩy trong khoảng thời gian và {\displaystyle g_{0}} gia tốc trọng trường,
{\displaystyle \Delta v\ } là sự thay đổi vận tốc lớn nhất của tên lửa.
- Năm 1903, K.E.Tsiolkovskii cho xuất bản công trình quan trọng nhất của ông - "Nghiên cứu không gian bằng thiết bị phản lực" (tiếng Nga - Исследование мировых пространств реактивными приборами), được xem như là luận án đầu tiên về tên lửa.
- 16/03/1926, GS vật lý, nhà sáng chế nổi tiếng người Mỹ - Robert H. Goddard đã chế tạo và thử nghiệm thành công ĐTL đầu tiên trên thế giới, được gọi là "Nell", sử dụng nhiên liệu O2(l) + xăng, bay cao khoảng 12,5 m (41 feet) trong 2,5 s và tiếp đất cách đó khoảng 56 m (184 feet).
- Năm 1942, ở Đức, Wernher von Braun đã lãnh đạo chương trình chế tạo thành công tên lửa V-2 trên nhiên liệu C2H5OH75% + O2(l) – đây là tên lửa đạn đạo đầu tiên trong lịch sử được chế tạo và thử nghiệm thành công. Tên lửa này thuộc lớp đất đối đất.
- Vào thời kì 1954-1957, dưới sự chỉ đạo của Tổng công trình sư nổi tiếng S.P.Korolev, các ĐTL có công suất lớn như RD-107, RD-108 được chế tạo và khai thác sử dụng. Cuối những năm 50, 60 thế kỉ XX, lịch sử loài người có những bước tiến vượt bậc trong lĩnh vực khám phá và chinh phục vũ trụ:

1. 4/10/1957, Liên Xô phóng thành công vệ tinh nhân tạo đầu tiên Spunik-1 nhờ tên lửa đẩy "Kosmos".
2. 12/4/1961, Y.A.Gagarin trở thành người đầu tiên bay vào vũ trụ trên tàu "Vostoc".
3. 20/7/1969, Neil Armstrong cùng hai nhà du hành vũ trụ khác của Mỹ trở thành những người đầu tiên đặt chân lên Mặt Trăng trên tàu Apollo 11 nhờ tên lửa đẩy "Saturn-V".

## Nhiên liệu dùng trong ĐTL
Lựa chọn nhiên liệu tên lửa là một trong những bài toán quan trọng nhất trong thiết kế ĐTL. Vì thế tùy vào mục đich, chức năng, điều kiện vận hành, công nghệ sản xuất, bảo quản và vận chuyển đến điểm bắn của tên lửa thì việc lựa chọn này sẽ khác nhau. Một trong những tham số quan trọng nhất của nhiên liệu tên lửa là xung riêng lực đẩy, nhiệt độ làm việc và khối lượng riêng.
| Chất Oxi-hóa     | Chất Cháy      | Khối lượng riêng nhiên liệu tên lửa,g/cm³ | Nhiệt độ trong buồng cháy,°K | Xung riêng lực đẩy trong chân không, m/s |
| ---------------- | -------------- | ----------------------------------------- | ---------------------------- | ---------------------------------------- |
| Oxy              | Hydro          | 0,3155                                    | 3250                         | 428                                      |
|                  | Dầu hàng không | 1,036                                     | 3755                         | 335                                      |
|                  | DMHBX          | 0,9915                                    | 3670                         | 344                                      |
|                  | Hyđrazin       | 1,0715                                    | 3446                         | 346                                      |
|                  | Amômiắc        | 0,8393                                    | 3070                         | 323                                      |
| Đinitơ tetraoxít | Dầu hàng không | 1,269                                     | 3516                         | 309                                      |
|                  | DMHBX          | 1,185                                     | 3469                         | 318                                      |
|                  | Hyđrazin       | 1,228                                     | 3287                         | 322                                      |
| Flo              | Hydro          | 0,621                                     | 4707                         | 449                                      |
|                  | Hyđrazin       | 1,314                                     | 4775                         | 402                                      |
|                  | Pentaboran     | 1,199                                     | 4807                         | 361                                      |

## Thiết bị và nguyên lý làm việc của ĐTL hai thành phần
ĐTL gồm buồng động cơ (buồng đốt và loa phụt), hệ thống turbin-máy bơm, bình sinh khí, hệ thống điều khiển và các bình chứa nhiên liệu tên lửa.
Các thành phần nhiêu liệu là chất cháy và chất oxi-hóa từ các bình chứa (1), (2) (như trên Sơ đồ ĐTL hai thành phần nhiên liệu) được đưa vào các máy bơm ly tâm (3), (4) và làm chuyển động turbin khí (5). Dưới áp suất cao, các thành phần nhiên liêu được đưa tiếp qua lắp buồng động cơ (12), qua vòi phun và được hòa trộn ở buồng đốt (13). Tại buồng đốt (13), các thành phần nhiên liệu tên lửa được đốt cháy ở nhiệt độ cao sinh ra hỗn hợp sản phẩm cháy ở thể khí. Hỗm hợp hợp này tiếp tục được giãn nở trong loa phụt (14), biến đổi nhiệt năng trong buồng đốt (13) thành động năng hỗn hợp khí trong loa phụt (14). Động năng này tạo thành lực đẩy phản lực của động cơ.

## Ưu nhược điểm của ĐTL

### Ưu điểm
- Cho giá trị xung riêng lực đẩy lớn (lớn hơn 4500 m/s với cặp O2-H2 và lớn hơn 3500 m/s với cặp dầu hàng không-O2).
- Điều khiển lực đẩy: khi điều khiển lượng nhiên liệu tên lửa, có thể thay đổi giá trị lực đẩy trong dải lớn như tắt hoàn toàn động cơ sau đó khởi động lại. Điều này là cần thiết để áp dụng đối với các thiết bị vũ trụ.
- Khi chế tạo tên lửa lớn như tên lửa đẩy thì sử dụng ĐTL ưu việt hơn ĐTR. Thứ nhất là xung riêng lực đẩy lớn hơn. Thứ hai là nhiên liệu có thể chứa trong các bình chứa riêng biệt qua đó mới đưa vào buồng đốt nhờ hệ thống turbin-máy bơm. Trong ĐTL, các bình chứa có áp suất thấp hơn trong buồng đốt chừng 10 lần nên chính các bình chứa này có thể được chế tạo mỏng và nhẹ. Trong ĐTR, nhiên liệu tên lửa được chứa ngay trong buồng đốt nên áp suất ở đó cần giữ giá trị cao (cỡ khoảng 10 atm) nên buồng đốt ĐTR cần làm dày và nặng hơn, và điều này làm tăng khối lượng tên lửa.

### Nhược điểm
- ĐTL có cấu tạo phức tạp hơn ĐTR.
- Chi phí, thời gian chế tạo tốn kém.

## Ứng dụng của ĐTL
ĐTL được sử dụng nhiên trong các tên lửa đẩy nổi tiếng thế giới như Soyuz-U, H-IIB, Ariane-5 ECA, Trường Chinh 2F, v.v. và hệ thống tàu con thoi của Mỹ.

Một số ĐTL nổi tiếng
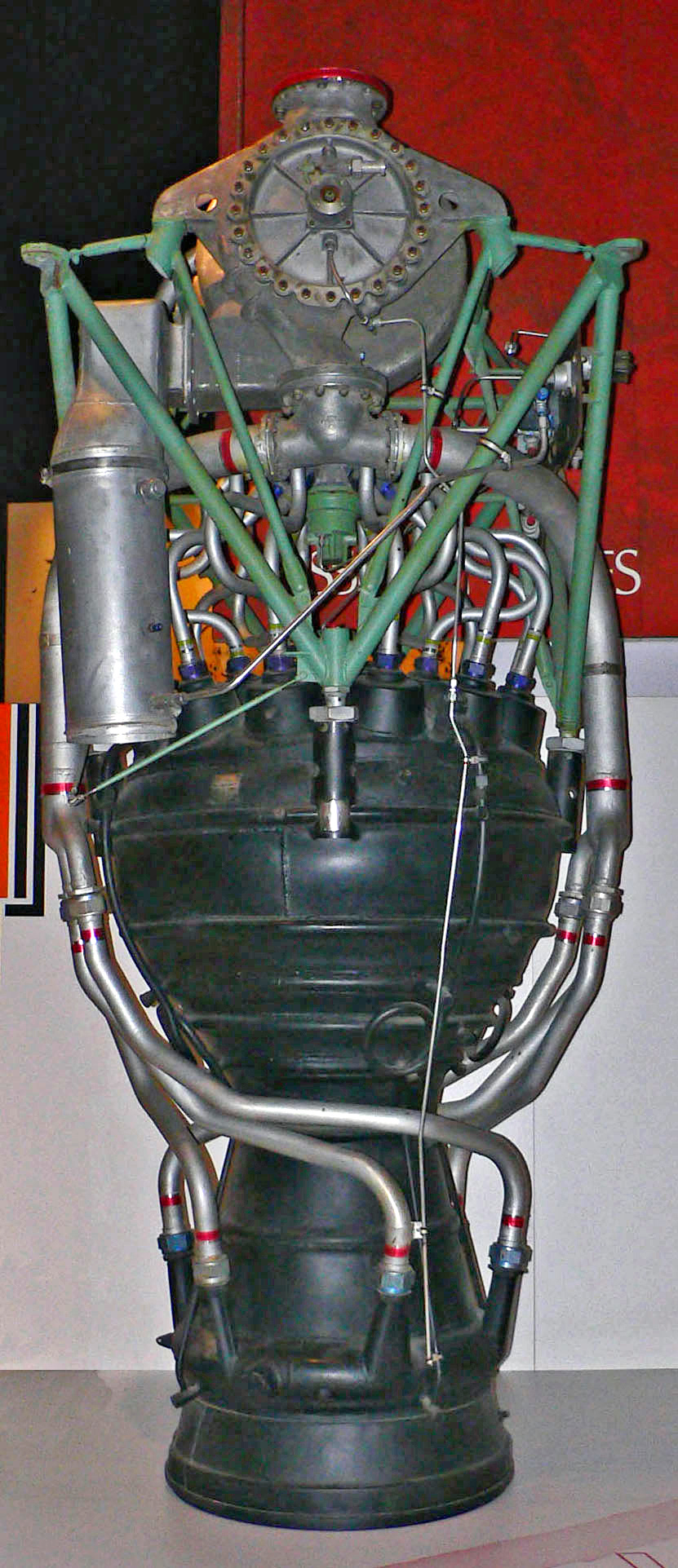
ĐTL V2 của Đức. Sơ đồ ĐTL này đã trở thành kình điển khi được khai thác hơn nửa thế kỉ. Lực đẩy trên mặt đất — 25 tấn lực. Chuyến bay đầu tiên — năm 1942.
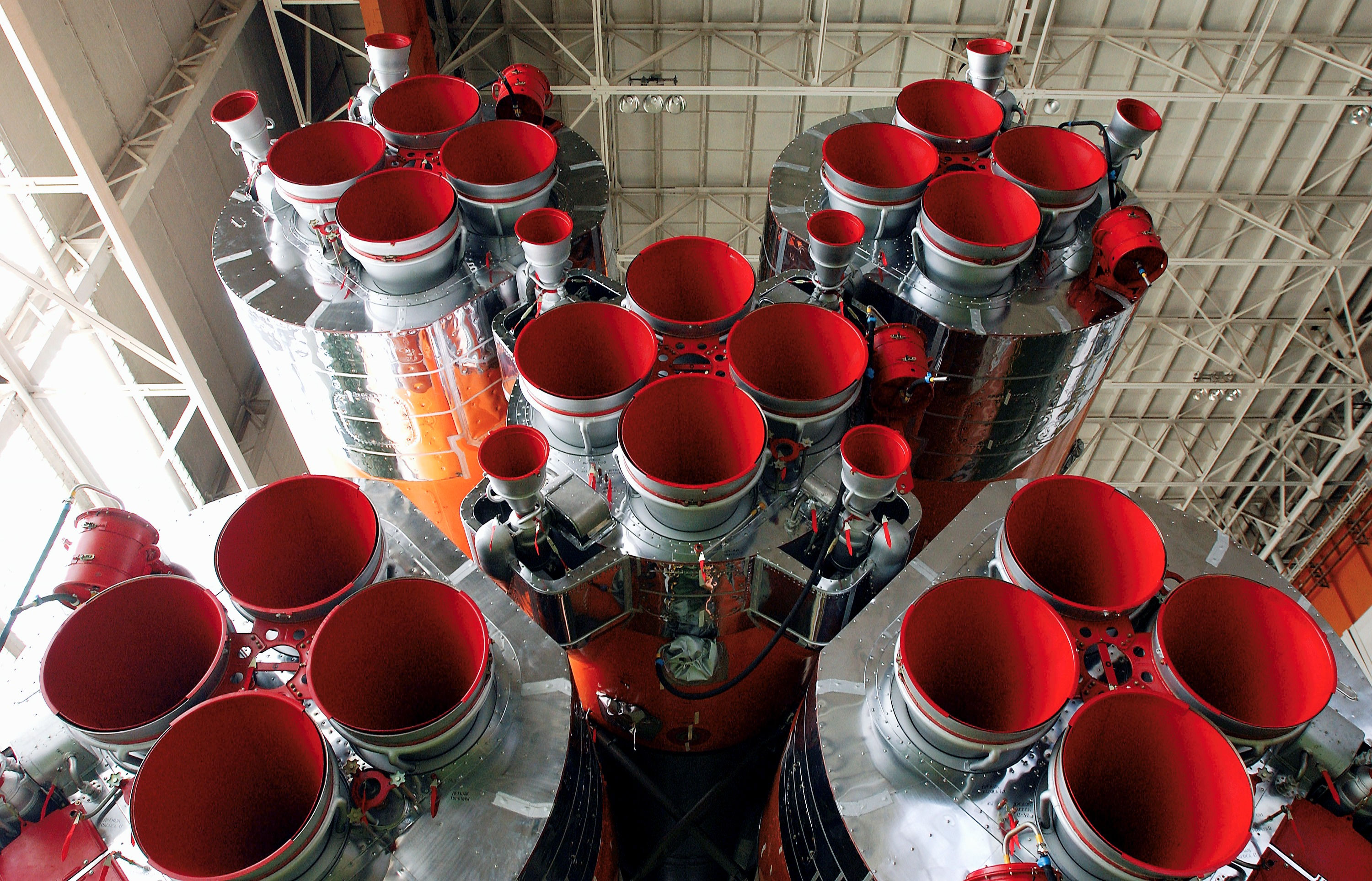
ĐTL RD-107 sử dụng trong tên lửa đẩy Soyuz tại sân bay vũ trụ Baykonur. Chính ĐTL này đã đưa vệ tinh nhân tạo đầu tiên và người đầu tiên lên quỹ đạo. Chuyến bay đầu tiên — năm 1957.
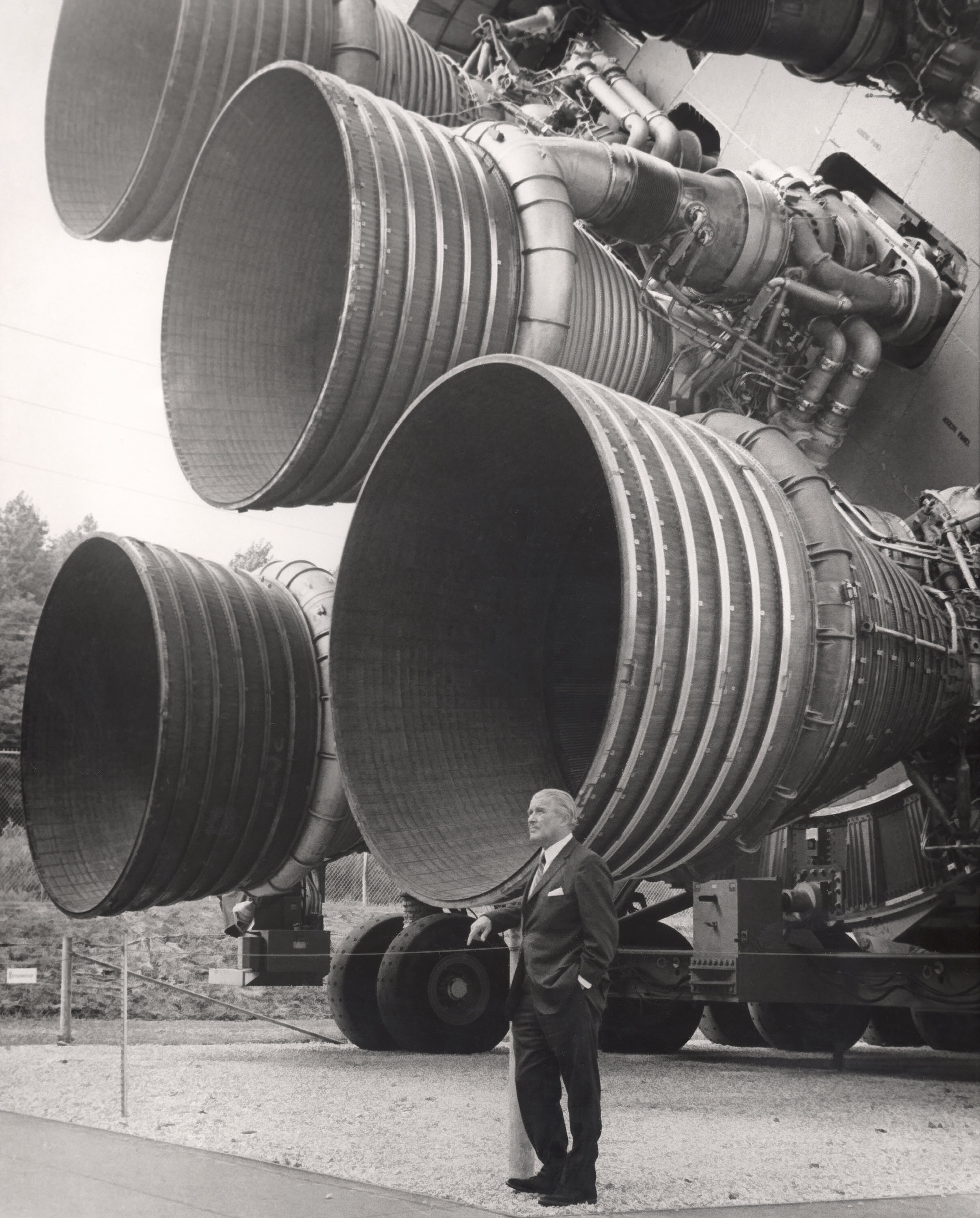
ĐTL F1 sử dụng cho tầng thứ nhất của tên lửa đẩy Saturn-V. Con người đã lên Mặt Trăng nhờ ĐTL này. Lực đẩy trên mặt đất — 691 tấn lực. Chuyến bay đầu tiên — năm 1967.

## ĐTL lực đẩy nhỏ
ĐTL lực đẩy nhỏ (LĐN) là ĐTL có lực đẩy nằm trong khoảng 0,01-2500N. Do những đặc điểm khác về cấu tạo và mục đích khai thác sử dụng nên nhiên liệu trong ĐTL LĐN có thể ở thể khí ĐTL LĐN được ứng dụng nhiều trên các tàu vũ trụ, vệ tinh, tên lửa đẩy làm thiết bị hiệu chỉnh phương hướng hay dùng làm thiết bị giúp các tàu thăm dò lên xuống bề mặt các hành tinh. Ngoài ra, ĐTL LĐN còn được sử dụng trong tên lửa mô hình, trong phòng thí nghiệm nhằm mục đích nghiên cứu, giảng dạy.

## Thư viện ảnh

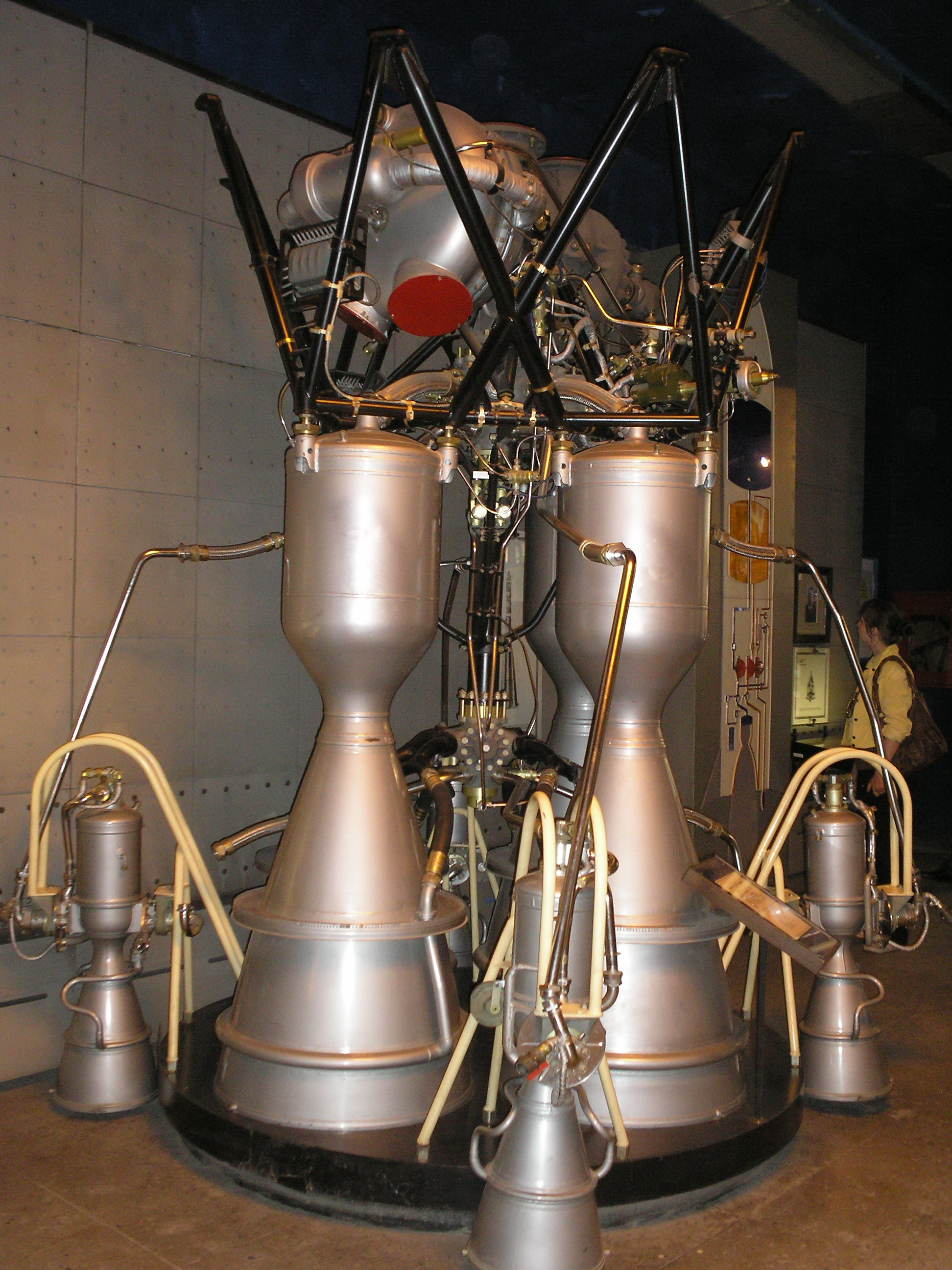
ĐTL RD-108 dùng trong tên lửa đẩy Vostok chở tàu Phương Đông đưa nhà du hành vũ trụ đầu tiên trên thế giới ra ngoài quỹ đạo
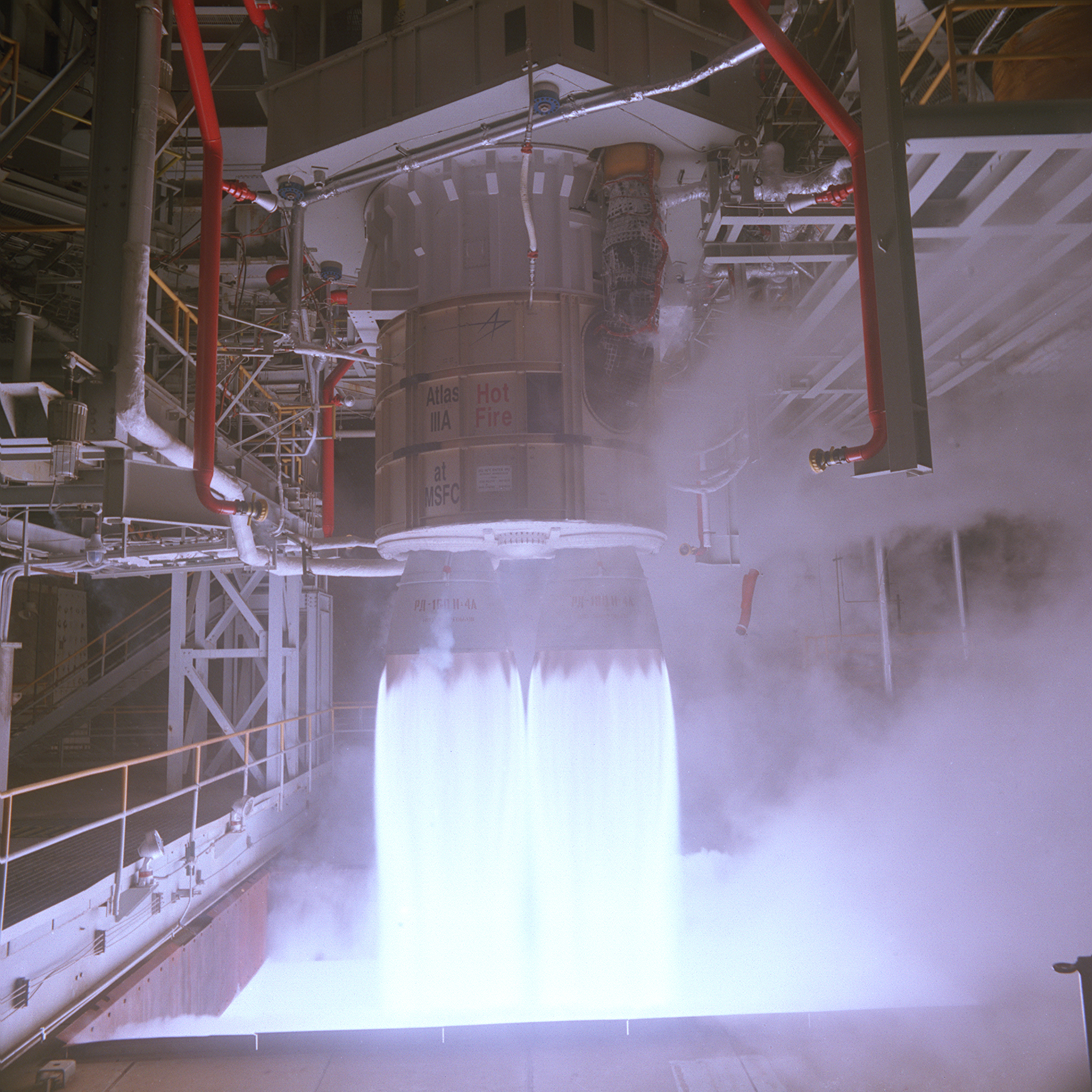
Test ĐTL RD-180 dùng trong tầng thứ nhất của tên lửa đẩy Atlas-V của Mỹ
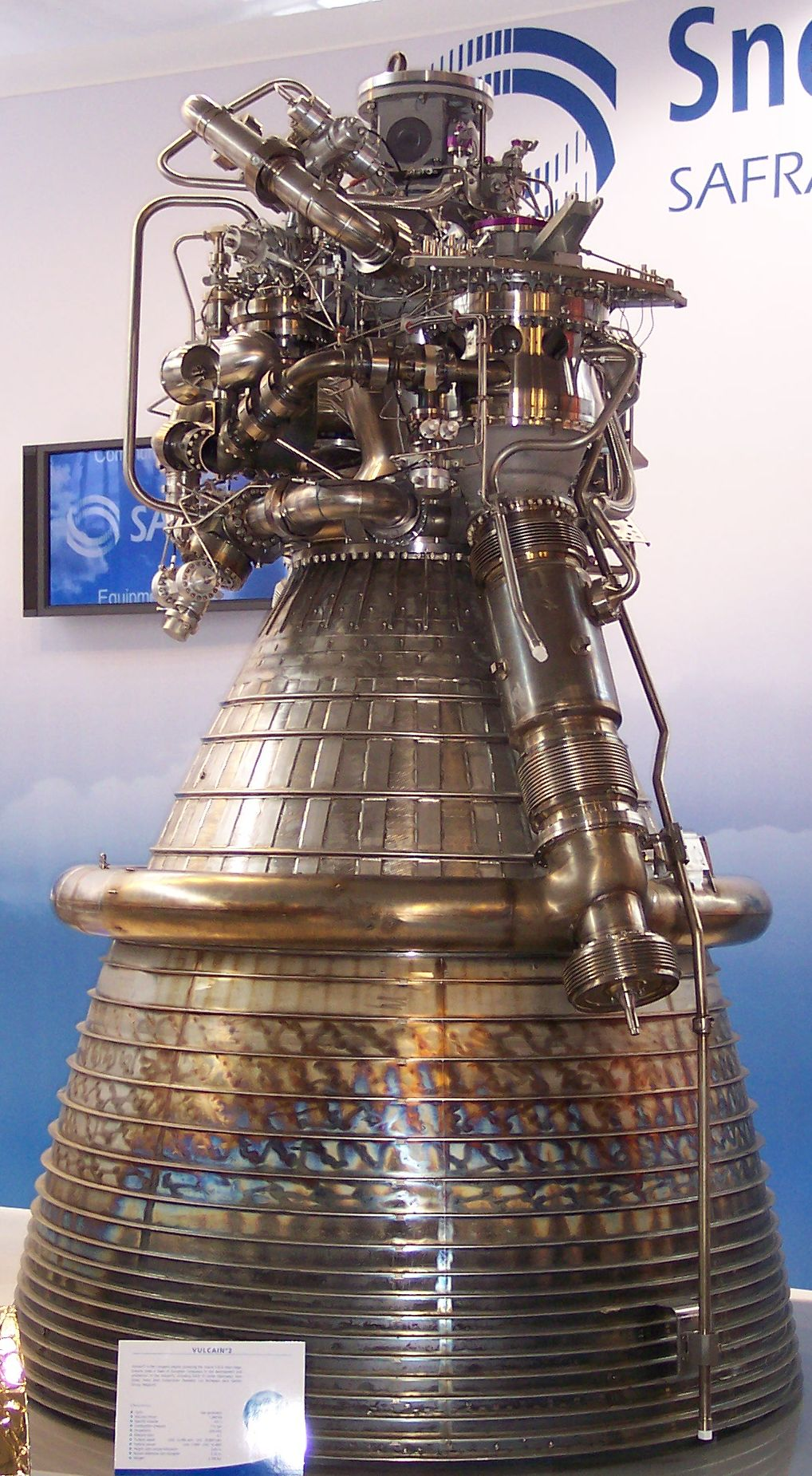
ĐTL Vulcain-2 dùng trong tên lửa đẩy Ariane-5 của Cơ quan vũ trụ châu Âu
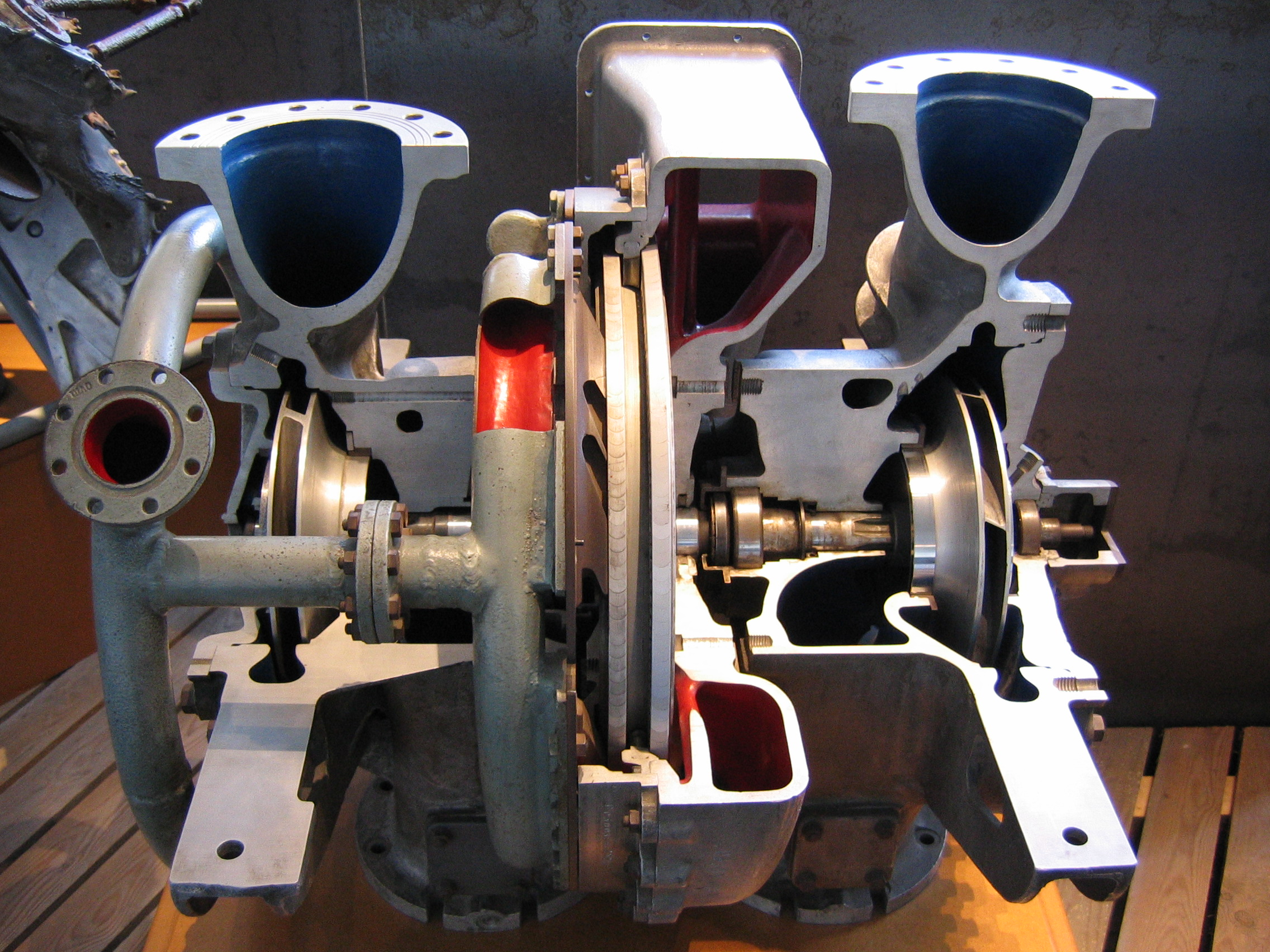
Hệ thống máy bơm-turbin của tên lửa V-2 (Đức)
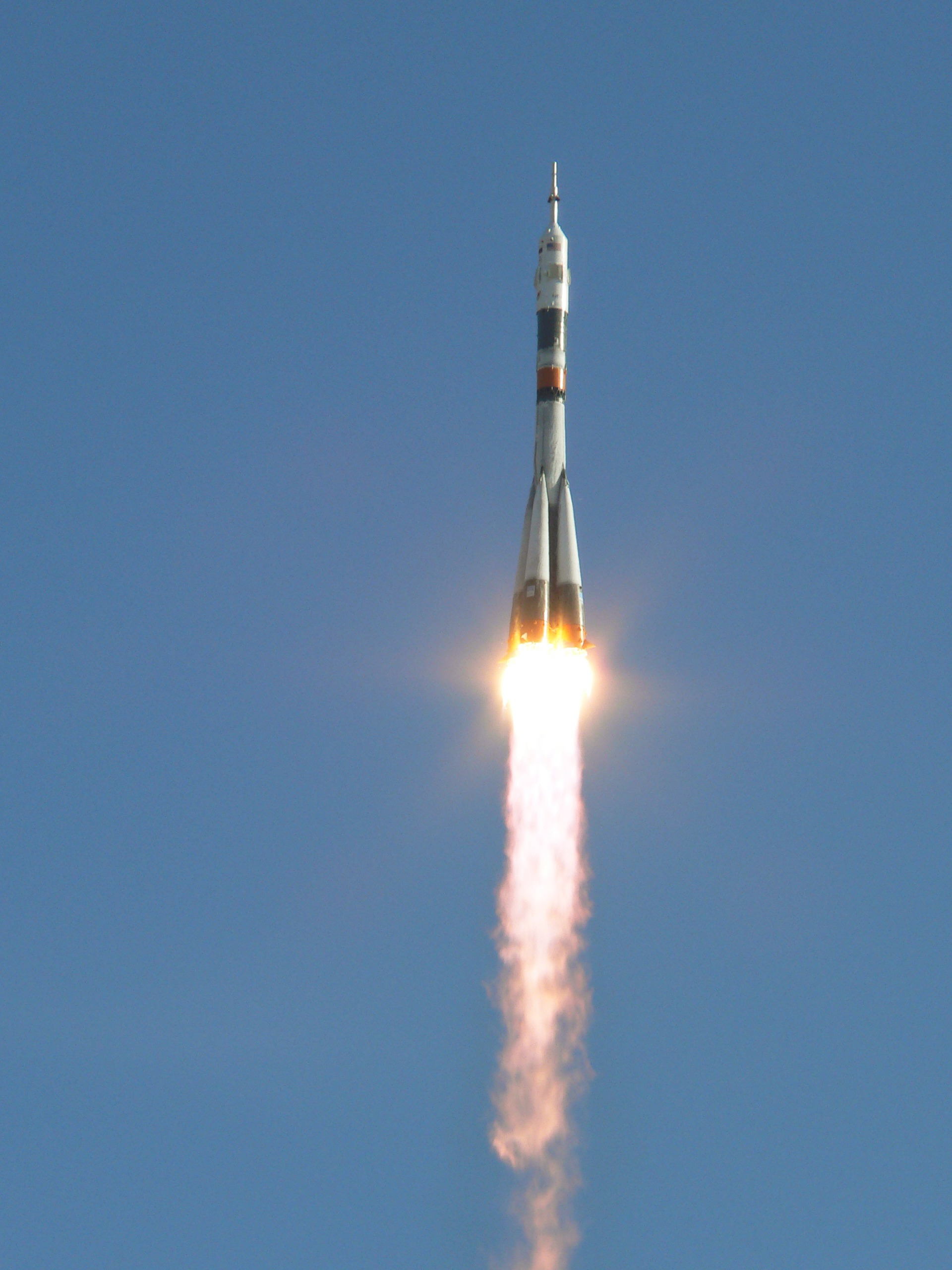
TLĐ Soyuz TMA-7 trong một lần phóng
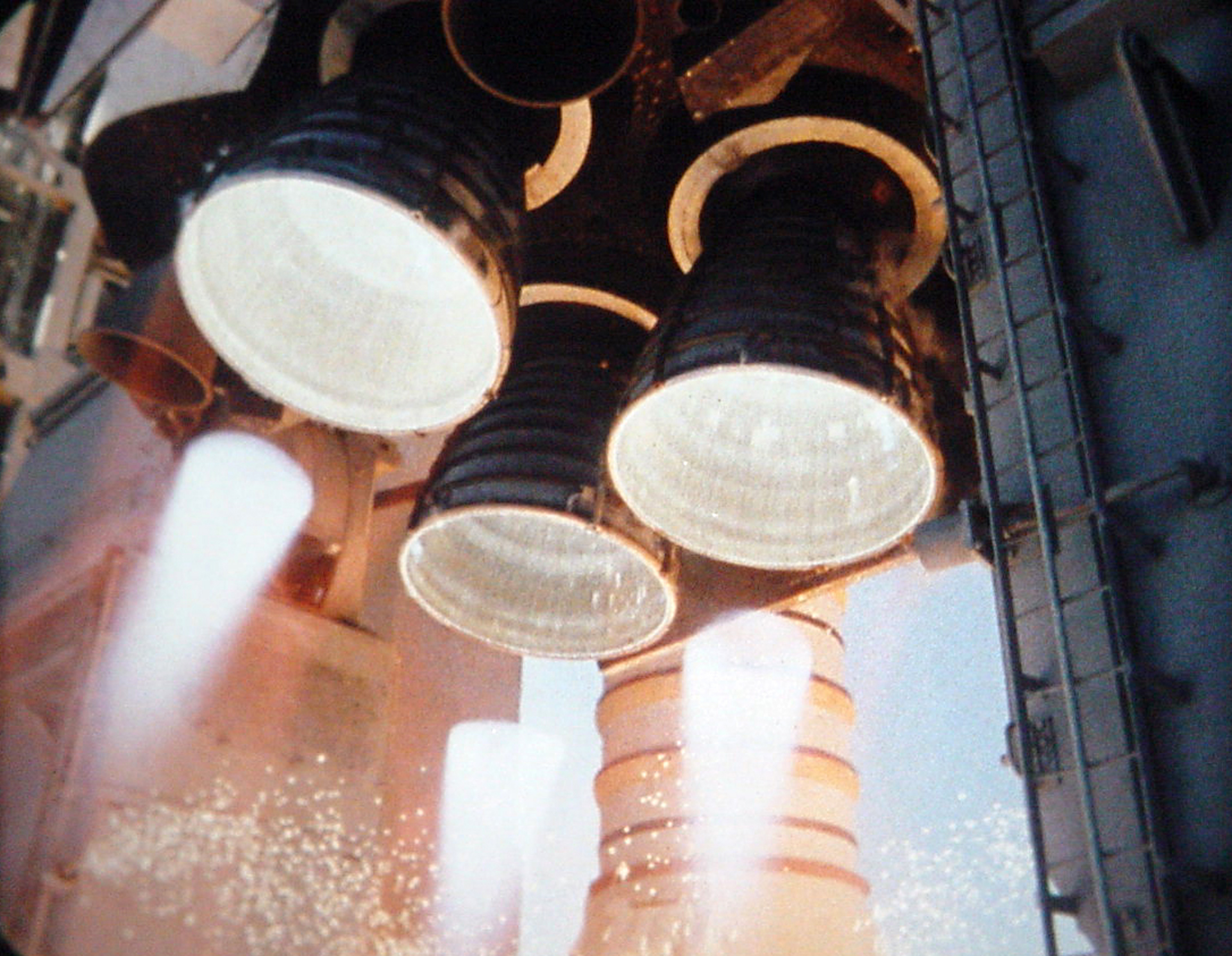
Tàu con thoi Atlantis chuẩn bị phóng
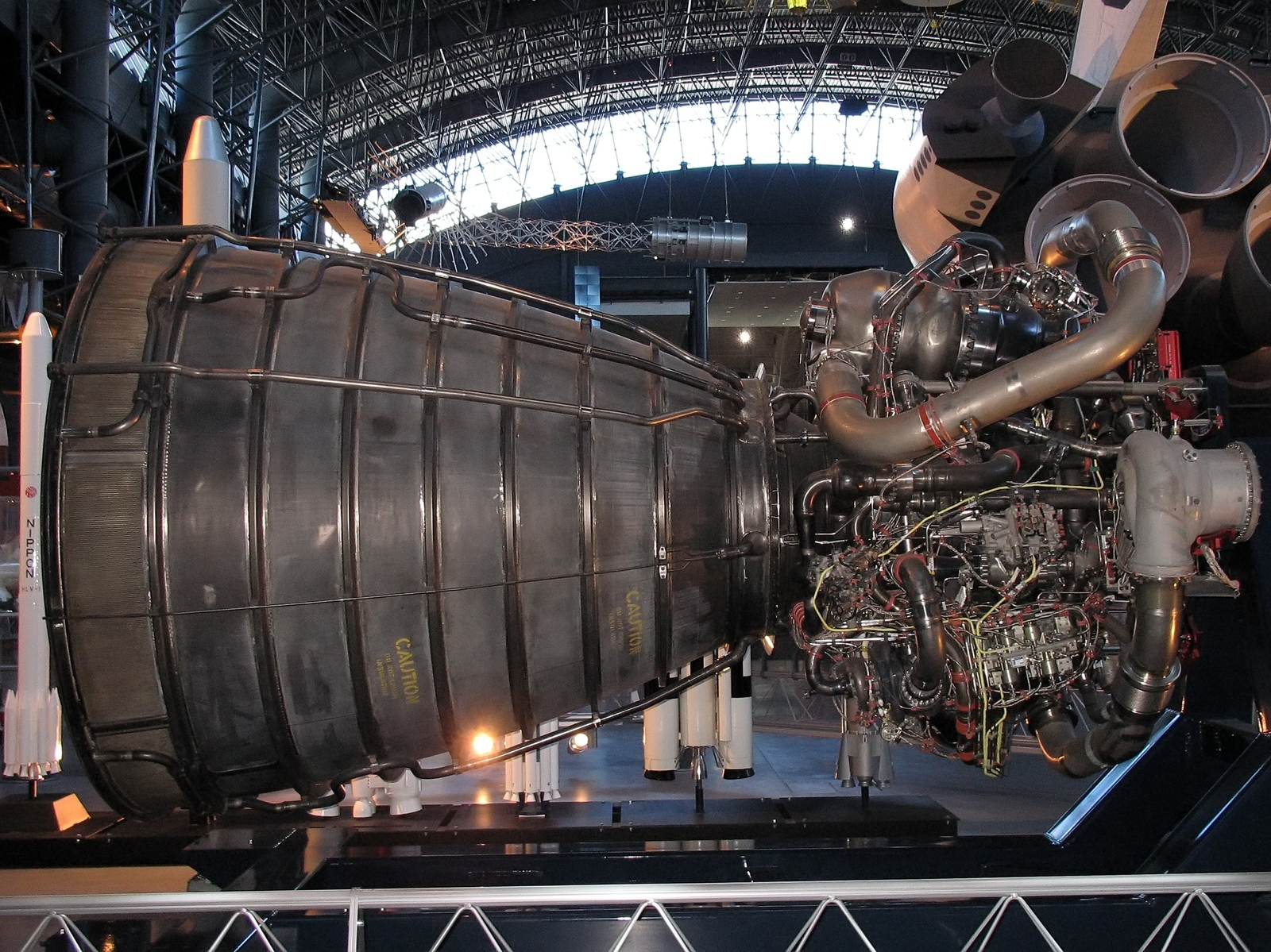
ĐTL dùng trong hệ thống tàu con thoi của Mỹ
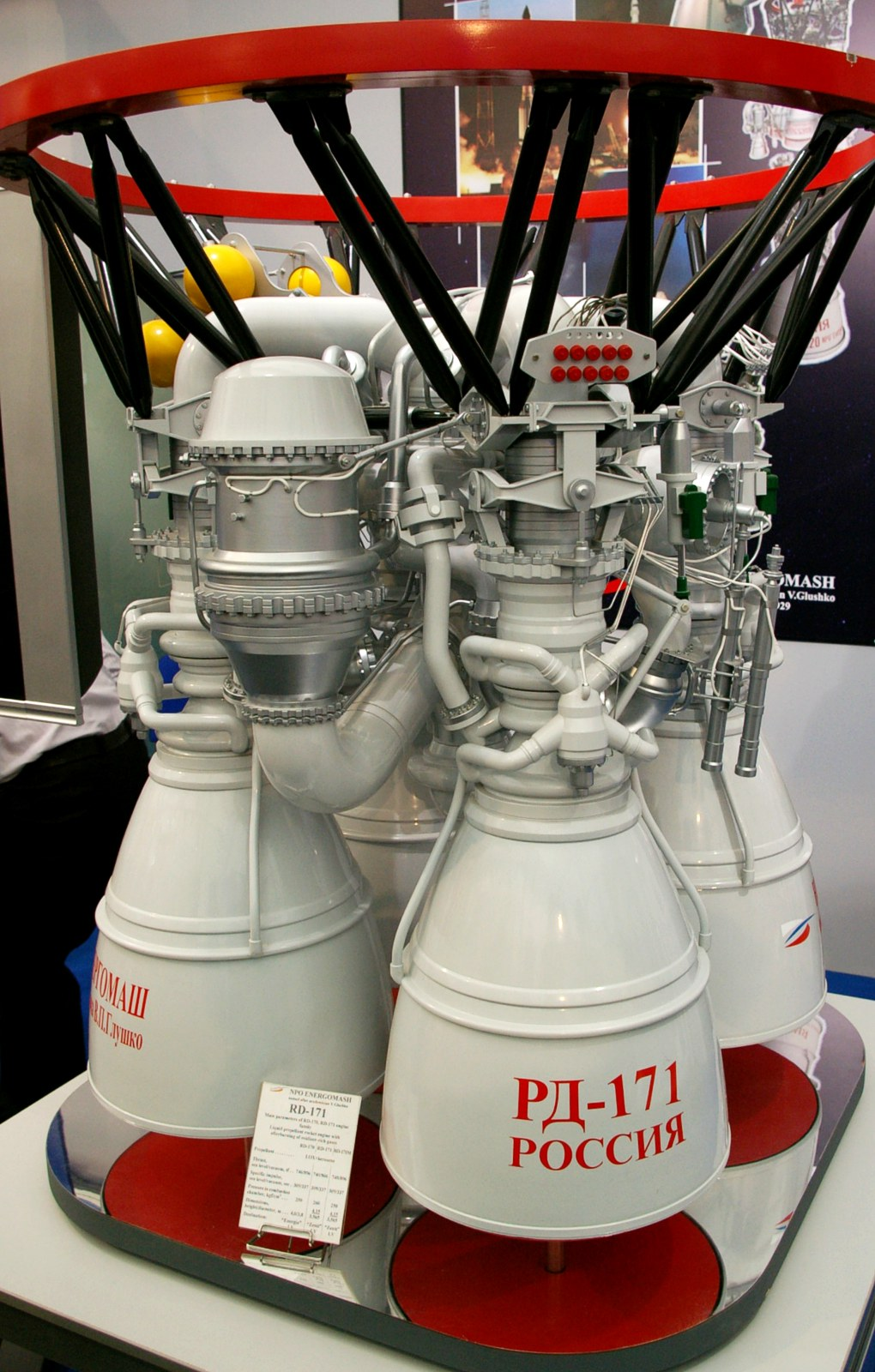
ĐTL RD-171 dùng trong tên lửa đẩy Zenit của Ucraina
TLĐ Trường Chinh-2F trở tàu vũ trụ Thần Châu-5 đưa người Trung Quốc đầu tiên lên vũ trụTLĐ Trường Chinh-2F trở tàu vũ trụ Thần Châu-5 đưa người Trung Quốc đầu tiên lên vũ trụ
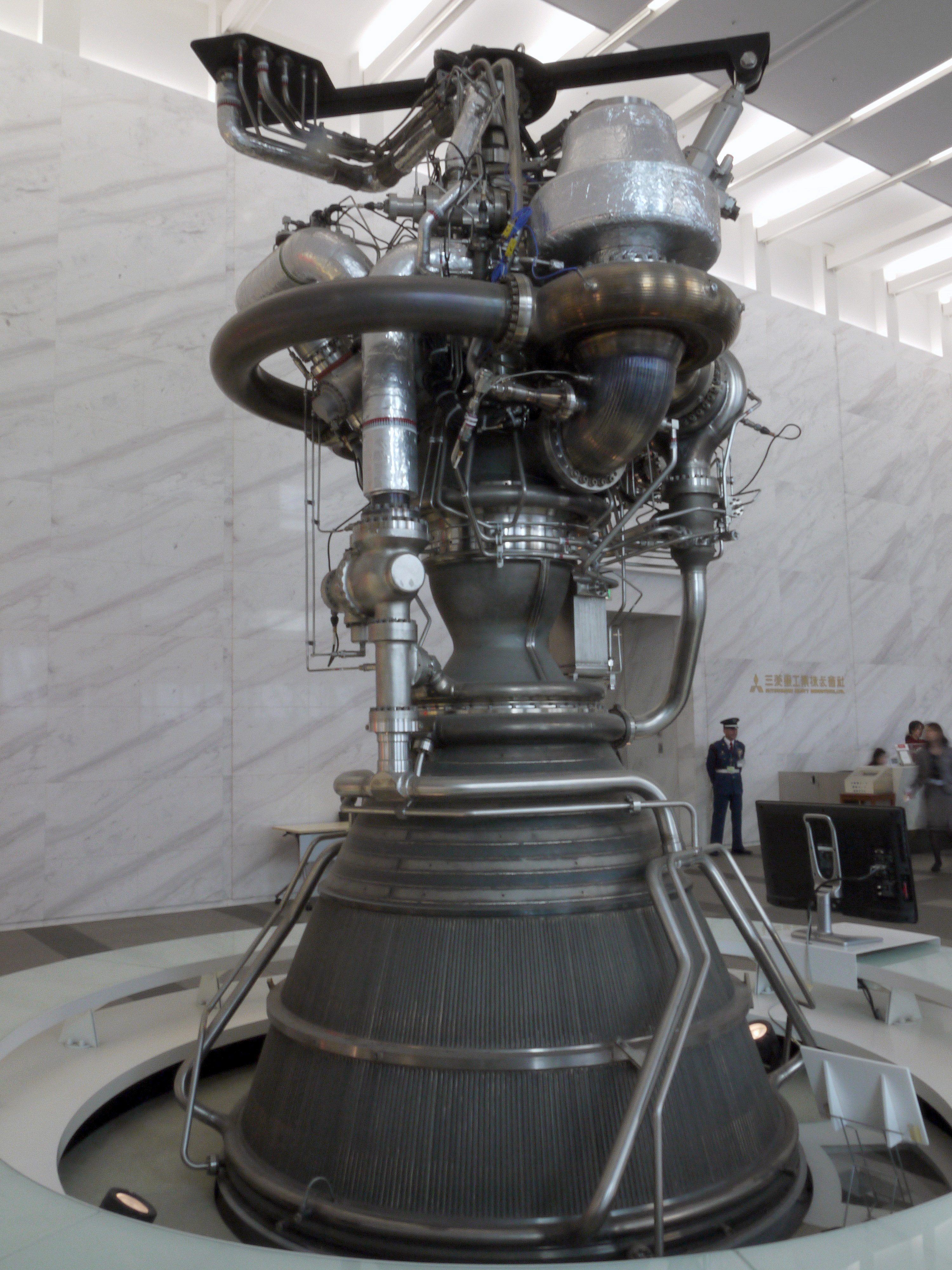
ĐTL LE-7A dùng cho tầng thứ nhất của TLĐ H-IIB của Nhật đã giúp đưa vệ tinh nhỏ F-1 của Việt Nam ra ngoài không gian trên tàu vận tải HTV-3
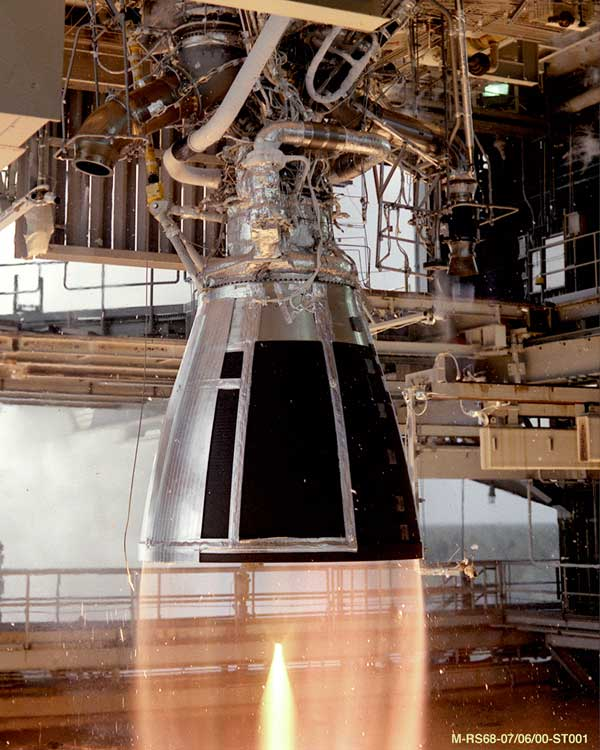
Test ĐTL RS-68 dùng trong TLĐ nổi tiếng Delta IV của Mỹ
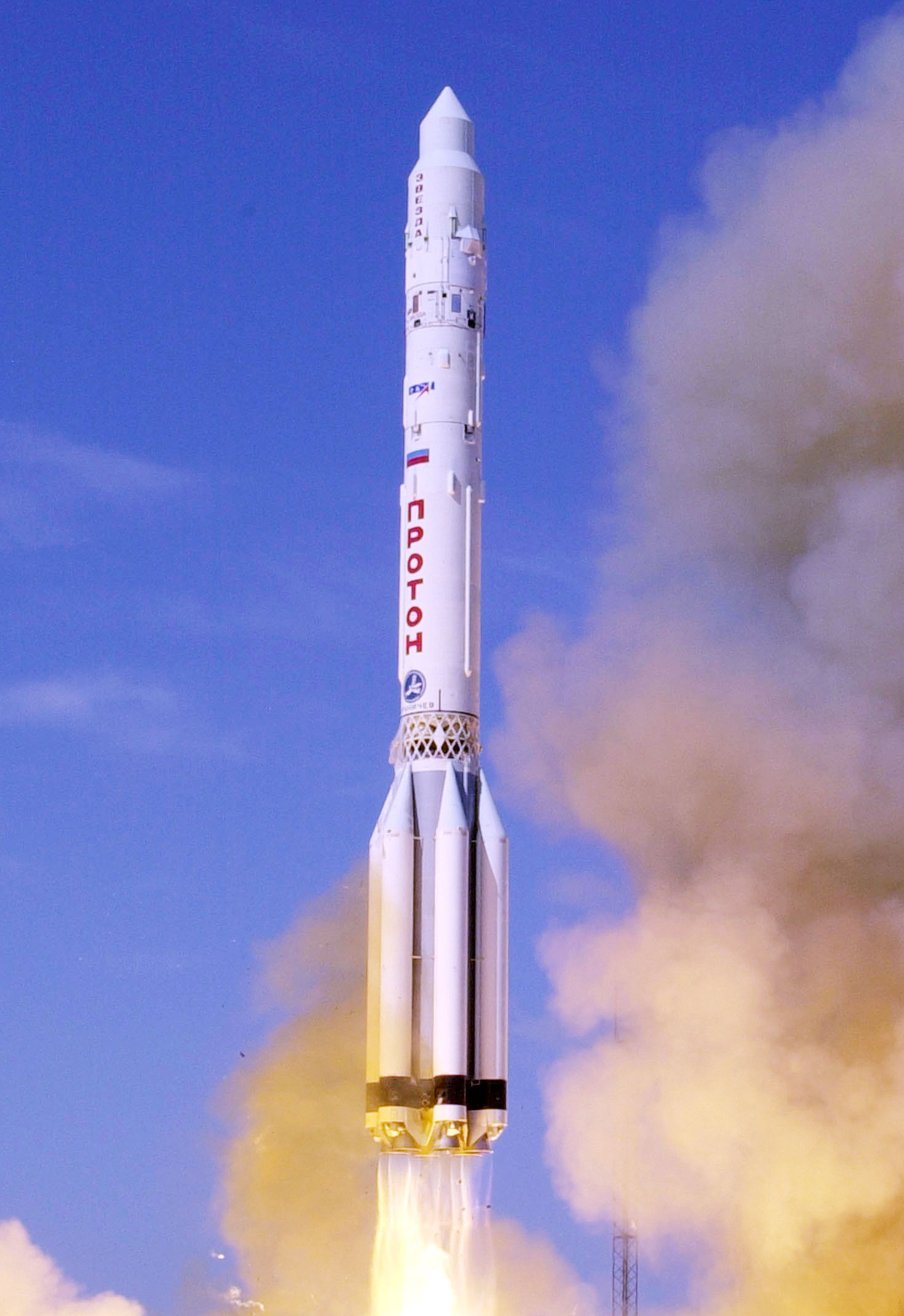
TLĐ Proton-K nổi tiếng của Nga đưa modul "Ngôi sao" của trạm ISS lên quỹ đạo